# خاندان روکاکو
خاندان روکّاکو (به ژاپنی: 六角氏, Rokkaku-shi) یک خاندان سامورایی ژاپنی بود که مقر آن در ولایت اومی قرار داشت.